# Maria Linschinger

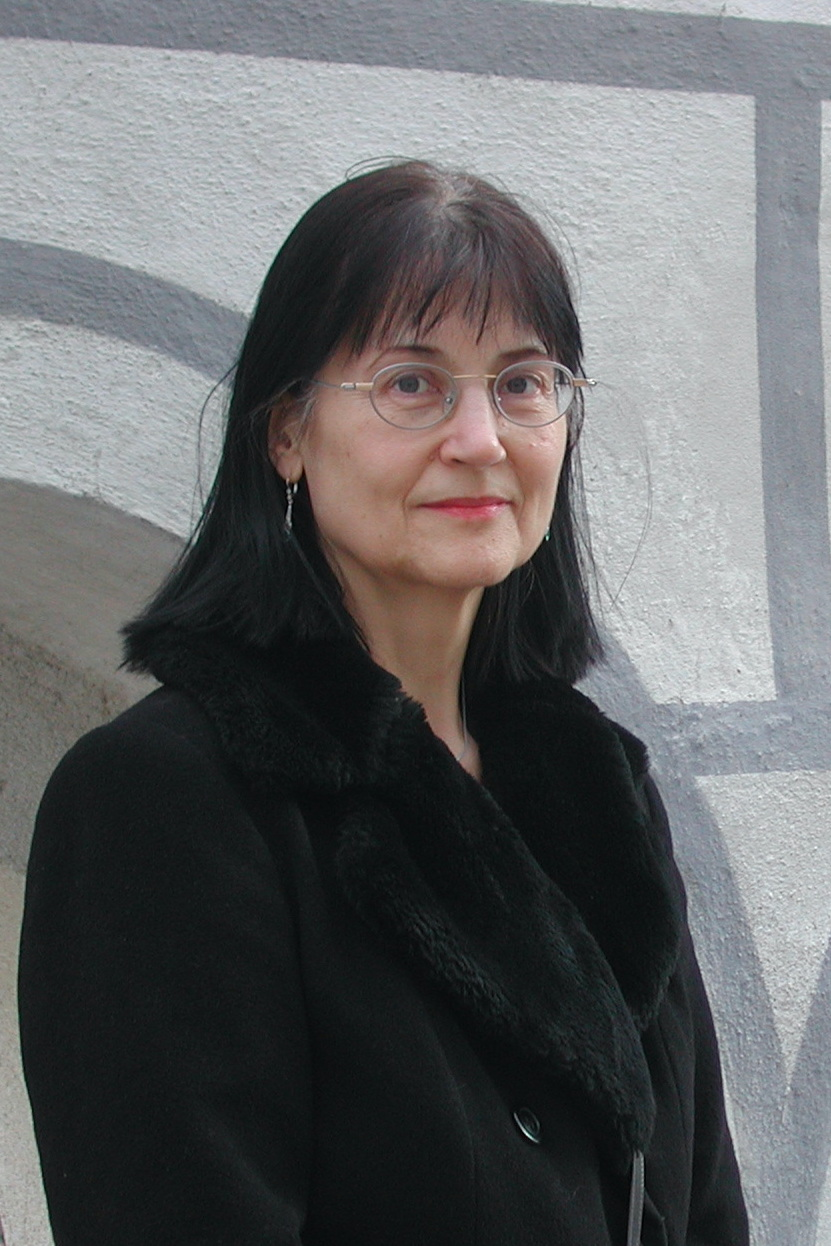
Maria Linschinger 2009 in Krummau

Maria Linschinger, Pseudonym Maria Eliskases (* 1946 in Jenbach, Tirol), ist eine österreichische Autorin von Lyrik und Prosa.

## Leben
Maria Linschinger besuchte die Handelsakademie in Innsbruck, hatte drei Berufsjahre in Wien, besuchte die Pädagogische Akademie in Salzburg und Linz, betrieb Fernstudien in Soziologie und Pädagogik. Seit 1972 lebt sie im Salzkammergut und arbeitete dort bis 2001 als Volksschullehrerin.
Unter dem Künstlernamen Maria Eliskases veröffentlicht sie Literatur für Erwachsene, Texte für Kinder und Jugendliche erscheinen unter ihrem bürgerlichen Namen. Sie ist verheiratet mit dem bildenden Künstler Josef Linschinger und hat einen Sohn sowie eine Tochter.
Linschinger ist Mitglied des Vereins IG-Lesen, im Autorenkreis des Stifterhauses, und der Verwertungsgesellschaft Literar-Mechana. Sie hatte Lesungen in Wien in der Alten Schmiede und im Literaturhaus an der Seidengasse, im Literaturhaus Salzburg, im Linzer Stifterhaus, beim Goethekreis Plauen/Vogtland, an der Technischen Universität Dresden, beim Turmbund in Innsbruck, beim LiteraturFreitag im Museum des Freilichtmuseums Massing, an der Universität Poitiers (Frankreich) sowie in Schulen und Bibliotheken.

## Auszeichnungen
- 2003 Mira-Lobe-Stipendium für den Roman „Winterkind“[4]
- 2008 (April) Venedig-Stipendium der Literar Mechana
- 2009 (März) Krummau-Stipendium (im Egon Schiele Art Centrum) des Landes Oberösterreich
- 2009 (September) Stipendium der Arbeiterkammer Oberösterreich

## Werke
- „Stragula“, Erzählung, Weitra (Verlag Bibliothek der Provinz) 2001
- „Winterkind“, Roman, Weitra (Verlag Bibliothek der Provinz) 2004 (unter dem Namen Maria Linschinger)
- „Quellenweg“, Erzählung, Weitra (Verlag Bibliothek der Provinz) 2008
- „Der Haubentaucher“, Erzählungen, Weitra (Verlag Bibliothek der Provinz) 2009
- „Goldfisch oder Der schwedische Archimedes“, Roman, Weitra (Verlag Bibliothek der Provinz) 2011
- „Frauenschuh“, Roman, Weitra (Verlag Bibliothek der Provinz) 2013
- „Im blauen Zug“, Erzählungen, Weitra (Verlag Bibliothek der Provinz) 2016, ISBN 978-3-99028-558-9
- „Herr Pomeranz lernt lachen“, Erzählung (Illustration: Solmaz Farhang), Weitra (Verlag Bibliothek der Provinz) 2018, ISBN 978-3-99028-752-1
- „Der Olivenkern“, Roman, Weitra (Verlag Bibliothek der Provinz) 2024, ISBN 978-3-99126-227-5

## Weitere Veröffentlichungen
- „Reigen im Vorübergehen“, Sechs Literaturbrettln[5] im Freilichtmuseum Massing (Niederbayern)

Beiträge in der Kulturzeitschrift LANDSTRICH, Brunnenthal (Oberösterreich):
- „Die kleinste Zelle“, 2003
- „In Augenhöhe“, 2004
- „Sibylla“, 2007
- „Mooskopf“, 2008
- „Das Schild“, 2009
- „Zirbenholz“, 2011
- „Die Clivia blüht“, 2013

Beitrag im Passauer Pegasus: 
- „Dorfkinder“, 1989

Beiträge in der Literaturzeitschrift RAMPE:
- „Texte“, 1997
- „Großvater und das Akkordeon“, 1998
- „Jahreszeiten für Stadtkinder“ (Gedichte für Kinder), 2000
- „Sophias Knie oder Lumberjack hat es gerochen“, 2001

Beitrag in der Anthologie „Poetik der Kindheitslektüre“, Stifterhaus, Linz 2000:
- „Es war einmal ein Märchen“

Beiträge in den Literaturzeitschrift FACETTEN: 
- „Ein glückliches Kind“, 1998
- „Wendeltreppe“, 2000

Beitrag in der Zeitschrift für Literatur und Wissenschaft KOBUK:
- „Santa Margherita“, Erzählung, 2011

Schriftenreihe des OÖ. Volksliedwerks im Stifterhaus
- „Ein Saibling und ein Salamander“, Kapitel aus dem Buchprojekt „Bosheitsnacht“, veröffentlicht in der Ausgabe „Seegang“, 2013

Jugendbücher veröffentlicht unter dem Namen Maria Linschinger:
- „Annemaries Tagebuch“, Tyrolia Verlag, Innsbruck 1998
- „Yolanda“, Tyrolia Verlag, Innsbruck 1999
- Heimatkunde Leseheft Oberösterreich, OBV hpt, Wien 2005
- „Rache ist rot“, G&G Verlagsgesellschaft, Wien 2006

Texte in Anthologien für Kinder unter dem Namen Maria Linschinger: 
- „Das Sternenbuch“, G&G Verlagsgesellschaft, Wien 2006
- „Die Fee und der Wolf“, G&G Verlagsgesellschaft, Wien 2007
- „Serafin, das Tortenschaf und das unsichtbare Glück“, Boje-Verlag, Köln 2007
- „Weihnachten auf Probe“, Boje-Verlag, Köln 2008

Bilderbuch veröffentlicht unter dem Namen Maria Linschinger:
- „Cordula und das Bummerdings“ (Illustration: Solmaz Farhang), Weitra (Verlag Bibliothek der Provinz) 2014

Texte in der Kinderliteraturzeitschrift GECKO, München:
- „Josefine schaut hinaus“, 2009
- „Nixe Nixda“, 2012